# Bilecik (province)
La province de Bilecik (en turc : Bilecik ili) est une des provinces de la Turquie. Sa préfecture se trouve dans la ville éponyme de Bilecik.

## Géographie
Sa superficie est de 4 307 km2.

## Population
En 2013, la province était peuplée d'environ 208 888 habitants, soit une densité de population d'environ 48 hab./km2.
| 2000    | 2001    | 2002    | 2003    | 2004    | 2005    | 2006    | 2007    | 2008    |
| ------- | ------- | ------- | ------- | ------- | ------- | ------- | ------- | ------- |
| 197 625 | 198 736 | 199 580 | 200 346 | 201 182 | 202 063 | 202 960 | 203 777 | 193 169 |

| 2009    | 2010    | 2011    | 2012    | 2013    | 2014    | 2015    | 2016    | 2017    |
| ------- | ------- | ------- | ------- | ------- | ------- | ------- | ------- | ------- |
| 202 061 | 225 381 | 203 849 | 204 116 | 208 888 | 209 925 | 212 361 | 218 297 | 221 693 |

| 2018    | 2019    | 2020    | 2021    | 2022    | 2023    | - | - | - |
| ------- | ------- | ------- | ------- | ------- | ------- | - | - | - |
| 223 448 | 219 427 | 218 717 | 228 334 | 228 673 | 228 058 | - | - | - |

## Administration
La province est administrée par un préfet (en turc : vali)

## Subdivisions
La province est divisée en 8 districts (en turc : ilçe, au singulier) : Bilecik, Bozüyük, Gölpazarı, İnhisar, Osmaneli, Pazaryeri, Söğüt et Yenipazar.